# 沈立恭
沈立恭（1934年10月21日—2025年1月17日），男，上海人，中华人民共和国政治人物，曾任中国民主同盟中央委员会常务委员、上海市委员会副主任委员，第九届全国政协委员。